# Aérodrome de Whatì
L'aérodrome de Whatì (code IATA : YLE • TC LID : CEM3) est situé à 1 milles marins (1,852 km) à l'est de Whatì, Territoires du nord-ouest, Canada. Le caribou peut être trouvé sur la piste.

## Compagnies aériennes et destinations
| Compagnies | Destinations |
| ---------- | ------------ |
| Air Tindi  | Yellowknife  |